# 張謹 (天順八年進士)
張謹（1431年—？），字慎之，直隸鳳陽府定遠縣人，明朝政治人物。進士出身。

## 生平
景泰四年（1453年）癸酉科應天府鄉試第一百八十三名。天順八年（1464年）甲申科會試第四十六名，殿試登進士第二甲第五十八名。

## 家族
曾祖父張道亨。祖父張璚。父亲張昱。